# Кузнецова Агнія Євгеніївна
Агнія Євгенівна Кузнецова (нар. 15 липня 1985, Новосибірськ, Російська РСФСР, СРСР) — російська актриса театру і кіно.

## Біографія
Народилася в Новосибірську в 1985 році. Батько — художник, мати — Майя Володимирівна Бядова, педагог декоративно-прикладного мистецтва Інституту мистецтв Новосибірського державного педагогічного університету. Закінчила школу в Новосибірську, відвідувала театральну студію.
У 2006 році закінчила Вище театральне училище імені Б. В. Щукіна (курс Юрія Шликова).

### Особисте життя
Перебувала в стосунках з однокурсником і партнером по фільму «Груз 200» Леонідом Бичевиним.
16 вересня 2015 роки вийшла заміж за танцюриста та хореографа Максима Петрова. 7 грудня 2019 року народила сина Андрона.

## Ролі в театрі
- «Дон Хіль Зелені штани» (реж. М. Борисов)

### Театр «Практика»
- «Дівчина і революціонер» (реж. В. Агеєв, 2009) — Надія Аллілуєва
- «Кеди» (реж. Р. Маліков, 2013)
- «Життя вдалося» (реж. Е. Бояков, 2013)
- «Дізнання» (реж. Р. Маліков, 2014)
- «Уроки Літератури. Поетична вистава» (реж. Ф. Михайлов, 2015)

### Проєкт «Інший театр» (Москва)
- "Штірліц йде коридором. — Яким коридором?"[6] (реж. Е. Шевченко) — Люба
- «Прояви любові»[7] (реж. О. Суботіна) — Наташа
- «Ближче»[8] (реж. В. Агєєв) — Аліса Еріс

## Фільмографія
| Рік  |    | Назва                                                   | Роль                                   |    |
| ---- | -- | ------------------------------------------------------- | -------------------------------------- | -- |
| 2003 | с  | Даша Васильєва. Любителька приватного розшуку           | повія                                  | ру |
| 2005 | ф  | Птахи небесні                                           | Саша                                   | ру |
| 2007 | ф  | Вантаж 200                                              | Анжеліка (озвучування: Оксана Сурніна) | ру |
| 2008 | ф  | Всі помруть, а я залишуся                               | Жанна Марченко                         | ру |
| 2008 | ф  | Дім, милий дім                                          | Маша                                   | ру |
| 2008 | с  | Жаркий лід                                              | Ася Самсонова                          | ру |
| 2008 | ф  | Морфій                                                  | сестра в психіатричній лікарні         | ру |
| 2008 | ф  | Ой, мамочки...                                          | Жанна                                  | ру |
| 2009 | кф | Щастя іншими словами                                    | журналістка                            | ру |
| 2009 | ф  | Все, що потрібно - це любов                             | Даша                                   | ру |
| 2009 | ф  | Зона турбулентності                                     | пасажирка                              | ру |
| 2009 | ф  | Фобос. Клуб страху                                      | Віка                                   | ру |
| 2010 | с  | Вежа                                                    | Заноза, постачальницю піци             | ру |
| 2010 | тф | Богині правосуддя                                       | Таня Сапсанова                         | ру |
| 2010 | с  | Індус                                                   | Настя                                  | ру |
| 2010 | тф | Пара гнідих                                             | Ірина                                  | ру |
| 2010 | тф | Почуй моє серце                                         | Люда                                   | ру |
| 2010 | ф  | Я тебе нікому не віддам                                 | Рита                                   | ру |
| 2011 | тф | Арифметика підлості                                     | Варя Булатникова                       | ру |
| 2011 | с  | Короткий курс щасливого життя                           | знайома Сергія                         | ру |
| 2011 | ф  | Повний контакт                                          | Маша                                   | ру |
| 2011 | с  | Зроблено в СРСР                                         | Ліза Вєтрова                           | ру |
| 2012 | с  | Вежа. Нові люди                                         | Заноза                                 | ру |
| 2012 | с  | Без терміну давності (4-я серія «Прощай, ми відлітаємо» | Тетяна Сергєєва                        | ру |
| 2012 | ф  | Все просто                                              | Діна                                   | ру |
| 2012 | ф  | Діалоги                                                 |                                        | ру |
| 2012 | с  | Мосгаз                                                  | Наташа Строєва                         | ру |
| 2012 | с  | Одеса-мама                                              | Світу                                  | ру |
| 2012 | с  | Втеча 2                                                 | дочка Жанни                            | ру |
| 2012 | с  | Подаруй мені неділю                                     | Маша Веретенникова                     | ру |
| 2012 | ф  | Поки ніч не розлучить                                   | кіноактриса                            | ру |
| 2013 | с  | Знайти чоловіка у великому місті                        | Міла                                   | ру |
| 2013 | кф | Просте жіноче щастя                                     |                                        | ру |
| 2014 | с  | Чужий серед своїх                                       | Поліна                                 | ру |
| 2014 | ф  | Та й так                                                | Саша                                   | ру |
| 2014 | ф  | На дні                                                  | Наташа                                 | ру |
| 2014 | с  | Спокуса                                                 | Тетяна Андріївна Нащокіна              | ру |
| 2015 | ф  | А зорі тут тихі                                         | Соня Гурвич                            | ру |
| 2015 | с  | Дружина єгеря                                           | Тетяна                                 | ру |
| 2015 | с  | Сьома руна                                              | Віра (Червень)                         | ру |
| 2015 | кф | Круговий рух                                            | Маша                                   | ру |
| 2016 | ф  | Сценарій                                                |                                        | ру |
| 2017 | с  | Траса смерті                                            | Марія Корсакова                        | ру |
| 2018 | с  | Дівчатка не здаються                                    | Маша                                   | ру |
| 2018 | с  | Жовте око тигра                                         | Тетяна Ходорова                        | ру |
| 2019 | с  | Випадковий кадр                                         | Ірина Шуйко                            | ру |

## Нагороди та номінації
- 2008 — Нагорода на Брюссельському кінофестивалі європейського кіно за найкращу жіночу роль («Всі помруть, а я залишуся», спільно з Поліною Філоненко і Ольгою Шуваловою)
- 2012 — Нагорода на кінофестивалі «Вікно в Європу» за найкращу жіночу роль другого плану («Все просто»)[9]
- 2012 — Нагорода на фестивалі «Сузір'я» за найкращу жіночу роль другого плану («Все просто»)
- 2015 — Номінація на премію «Білий слон» за найкращу жіночу роль («Та й так»)
- 2015 — Номінація на премію «Ніка» за найкращу жіночу роль («Та й так»)